# Trường Cao đẳng Công nghệ Viettronics
Trường Cao đẳng Công nghệ Viettronics là trường Cao đẳng chuyên nghiệp công lập, được Bộ trưởng Bộ Giáo dục và Đào tạo ký Quyết định số 2445 QĐ/BGD&ĐT – TCCB ngày 29/5/2003, trực thuộc sự quản lý và điều hành của Tổng Công ty CP Điện tử và Tin học Việt Nam.

## Lịch sử thành lập

Logo Viettronics

Trường Cao đẳng Công nghệ Viettronics, tên giao dịch quốc tế là Viettronics Technology College (tên viết tắt: Viettronics), là cơ sở giáo dục thuộc hệ thống giáo dục quốc dân của nước Cộng hòa xã hội chủ nghĩa Việt Nam, đào tạo các trình độ, đa ngành nghề từ Sơ cấp, Trung cấp đến Cao đẳng. Trường Cao đẳng Công nghệ Viettronics - một trường chuyên nghiệp công lập với sứ mạng của một ngôi trường hàng đầu đào tạo thực hành và nghiên cứu ứng dụng về công nghệ và kinh doanh cùng với tư tưởng "Chuẩn kiến thức - Giỏi kĩ năng - Sáng tương lai và Đào tạo gắn liền với thực tiễn nhằm giải quyết đầu ra cho sinh viên" là mối quan tâm hàng đầu của Nhà trường.
Ngày 29/5/2003: Bộ trưởng Bộ Giáo dục và Đào tạo ký Quyết định thành lập Trường Cao đẳng Công nghệ Viettronics theo Quyết định số 2445/QĐ/BGD&ĐT-TCCB.
Ngày 10/01/2004: Quận ủy Hải An ký quyết định thành lập Chi bộ Đảng Nhà trường trực thuộc Quận uỷ Hải An.
Ngày 18/01/2004: Tổ chức công đoàn của Trường được thành lập.
Ngày 16/02/2004: Quyết định thành lập Đoàn Thanh niên Cộng sản Hồ Chí Minh Trường Cao đẳng Công nghệ Viettronics trực thuộc Quận đoàn Hải An.
Ngày 17/2/2004: Công bố Quyết định thành lập Trường Cao đẳng Công nghệ Viettronics và Lễ khai giảng năm học 2003 – 2004 với sự chứng kiến, chung vui của Lãnh đạo các Bộ, Tổng Công ty Điện tử và Tin học Việt Nam (Nay là Tổng Công ty CP Điện tử và Tin học Việt Nam), thành phố Hải Phòng; Lãnh đạo các ngành, chính quyền địa phương và các trường Đại học, Cao đẳng; Là mốc son ghi dấu sự hình thành của Trường Cao đẳng Công nghệ Viettronics.
Ngày 05/08/2005: Ban Thường vụ Thành đoàn Hải Phòng ký quyết định số 329/QĐ/ĐTN tiếp nhận Đoàn Thanh niên Trường Cao đẳng Công nghệ Viettronics chính thức trực thuộc Thành đoàn Hải Phòng.
Ngày 18/8/2006: Lễ Bế giảng đầu tiên được tổ chức với 450 sinh viên tốt nghiệp.
Ngày 29/05/2013: Kỷ niệm 10 năm thành lập Trường và đón nhận Bằng khen của Bộ trưởng Bộ Công thương và bức trướng của UBND thành phố Hải Phòng.
Ngày 24/10/2013: Nhà trường đón nhận Huân chương Lao động hạng Ba do Chủ tịch nước trao tặng 

## Tổ chức, điều hành

### Ban lãnh đạo
1. ThS. Nguyễn Thị Thiết - Q.Hiệu trưởng
2. TS. Trần Quốc Cường - Phó Hiệu trưởng

### Các khoa đào tạo
Trường Cao đẳng Công nghệ Viettronics hiện có 08 khoa, gồm
- Khoa Cơ bản: thành lập từ năm 2003; gồm 3 tổ Mác – Lênin, tư tưởng Hồ Chí Minh, khoa học tự nhiên, ngoại ngữ;
- Khoa Công nghệ thông tin: thành lập từ năm 2003; gồm 2 bộ môn hệ thống thông tin và kỹ thuật máy tính
- Khoa Điện-Điện tử: thành lập từ năm 2003, gồm 2 bộ môn điện tử-viễn thông và công nghệ tự động.
- Khoa Kế toán: thành lập từ năm 2005;
- Khoa Quản trị kinh doanh: thành lập từ năm 2005;
- Khoa Tài chính ngân hàng: thành lập từ năm 2005;
- Khoa Văn hóa Du lịch: thành lập từ năm 2008;
- Khoa Đào tạo nghề: thành lập từ năm 2006;

Đội ngũ cán bộ - giảng viên
Trong năm học đầu tiên 2003 – 2004, nhà trường mới có 37 cán bộ, giáo viên, sang năm học thứ 2, 2004 – 2005 là 80 người. Sau 5 năm kể từ ngày thành lập trường, năm 2008 đội ngũ cán bộ, giáo viên của trường tăng lên đáng kể cả về số lượng và trình độ chuyên môn, nghiệp vụ với 35% số lượng cán bộ, giáo viên đạt trình độ Thạc sĩ trở lên và đang theo học Sau đại học, 02 đồng chí được Nhà trường cử đi làm Nghiên cứu sinh.
Đến nay (2013), số lượng cán bộ và giáo viên cơ hữu của nhà trường là 130 người. Trong đó:
- Giảng viên: 120
- Giáo sư, Phó Giáo sư, Tiến sĩ: 05
- Thạc sĩ: 50
- Kỹ sư, Cử nhân: 65

### Các hệ đào tạo
Cao đẳng
Chương trình đào tạo 3 năm gồm các ngành Công nghệ thông tin, Công nghệ Kỹ thuật điện tử truyền thông, Công nghệ kỹ thuật điều khiển & tự động hóa, Quản trị kinh doanh, Kế toán, Tài chính ngân hàng, Văn hóa du lịch.
| Stt | Ngành đào tạo                                | Mã ngành | Khối thi      | Điểm xét tuyển         |
| --- | -------------------------------------------- | -------- | ------------- | ---------------------- |
| 1   | Công nghệ thông tin                          | C480201  | A, A1, D1,3,4 | A-A1: 10 D1,3,4: 10,5  |
| 2   | Công nghệ kỹ thuật điện tử truyền thông      | C510302  | A, A1, D1,3,4 | A-A1: 10 D1,3,4: 10,5  |
| 3   | Công nghệ kỹ thuật điều khiển và tự động hóa | C510303  | A, A1, D1,3,4 | A-A1: 10 D1,3,4: 10,5  |
| 4   | Quản trị kinh doanh                          | C340101  | A, A1, D1,3,4 | A-A1:10 D1,3,4: 10,5   |
| 5   | Việt Nam học (Văn hóa du lịch)               | C220113  | C, D1,3,4     | C: 11,5 D1,3,4: 10,5   |
| 6   | Kế toán                                      | C340301  | A, A1, D1,3,4 | A, A1: 10 D1,3,4: 10,5 |
| 7   | Tài chính ngân hàng                          | C340201  | A, A1, D1,3,4 | A, A1: 10 D1,3,4: 10,5 |

Trung cấp chuyên nghiệp
Hệ đào tạo 2 năm gồm các ngành Công nghệ thông tin, Công nghệ kỹ thuật điện tử, Điện công nghiệp và dân dụng, Hạch toán kế toán.

### Các phòng, ban chức năng
Ngoài ra, có các phòng, ban chức năng:
- Phòng Đào tạo và Công tác HSSV
- Phòng Tuyển sinh & Quan hệ đối ngoại
- Phòng Tổng hợp
- Phòng Kế hoạch - Tài chính

### Các đơn vị phụ trợ
- Trung tâm thông tin thư viện
- Trung tâm Dịch vụ giới thiệu việc làm
- Ban Dự án Phát triển Đại học Viettronics
- Công ty Cổ phần Đầu tư Phát triển Viettronics

## Tuyển sinh 2013
Hệ Cao đẳng, năm 2013 nhà trưởng tổ chức thi tuyển sinh theo đề thi chung của Bộ GD&ĐT bên cạnh việc xét tuyển theo điểm thi Đại học - Cao đẳng, đào tạo các ngành:
- Công nghệ thông tin (gồm các chuyên ngành: Công nghệ phần mềm; Kỹ thuật máy tính và quản trị mạng)
- Công nghệ kỹ thuật điện tử, truyền thông(gồm các chuyên ngành: Điện tử viễn thông, Điện tử Y tế, Điện tử máy tính)
- Công nghệ kỹ thuật điều khiển và tự động hóa (gồm các chuyên ngành: Điện tự động công nghiệp, Kỹ thuật đo và tin học công nghiệp)
- Quản trị kinh doanh (gồm các chuyên ngành: Quản trị doanh nghiệp; Quản trị Marketing; Nghiệp vụ ngoại thương)
- Kế toán (gồm các chuyên ngành Kế toán doanh nghiệp; Kế toán hành chính sự nghiệp; Kế toán kiểm toán)
- Tài chính ngân hàng (gồm các chuyên ngành: Tài chính doanh nghiệp; Ngân hàng thương mại)
- Việt Nam học (chuyên ngành Văn hóa du lịch)